# Snehætten
Snehætten är ett berg i Grönland (Kungariket Danmark).   Det ligger i kommunen Qaasuitsup, i den centrala delen av Grönland, 800 km norr om huvudstaden Nuuk. Toppen på Snehætten är 1 118 meter över havet. Snehætten ligger på ön Qeqertarsuaq.
Terrängen runt Snehætten är bergig åt nordväst, men åt sydost är den kuperad. En vik av havet är nära Snehætten åt sydost.  Trakten runt Snehætten är nära nog obefolkad, med mindre än två invånare per kvadratkilometer. Trakten runt Snehætten består i huvudsak av gräsmarker.